# Чартова дюжина
«Ча́ртова Дю́жина» — еженедельный музыкальный хит-парад радиостанции «Наше радио», ориентированный преимущественно на русский рок а также название ежегодной музыкальной премии.
Первый выпуск хит-парада «Чартова Дюжина» вышел в эфир 4 июля 1999 года. Первые несколько выпусков выходили по воскресениям, после этого передачи почти всегда выходят по пятницам. В эфире «Нашего радио» объявляется тринадцать лучших песен недели (соответственно названию, которое обыгрывает выражение «чёртова дюжина», то есть число 13) по итогам голосования через Интернет на сайте «Нашего радио» Nashe.ru. Также в передаче присутствуют рубрики, в которых звучат интересные или редкие записи, в том числе и те, которые отсутствуют в линейном эфире «Нашего радио»: рубрики «Календарь» и «Премьера недели».
Первая церемония вручения премии «Чартова Дюжина» состоялась 7 марта 2008 года. До этого, с 2003 по 2007 годы, проводился одноименный рок-фестиваль, в котором принимали участие победители чарта по итогам года. В 2003 году был выпущен первый сборник песен серии «Чартова Дюжина. Top 13».

## Итоги ежегодных хит-парадов на «Нашем Радио»
Хит-парад, вышедший в последнюю пятницу года, является итоговым. На основании достигнутых мест в чарте и длительности нахождения там выбираются тринадцать лучших песен года. Песня, возглавившая хит-парад по итогам года, объявляется победителем премии «Чартова Дюжина» в номинации «Песня».
Ведущие хит-парадов 
1. Михаил Козырев (с 4 июля 1999 по 25 марта 2005 года)
2. Раиса Шабанова (с 1 апреля 2005 по 13 марта 2009 года)
3. Павел Картаев и Вахтанг Махарадзе (с 20 марта 2009 по 20 ноября 2015 года)
4. С 27 ноября 2015 года начался период экспериментов, когда незыблемо лишь одно: хотя бы пара голосов эфира. Программу ведут программный директор радиостанции Игорь Паньков и другие ведущие «Нашего Радио», нередко вместе со специальными гостями (но чаще всего среди них — наши музыканты). Известны случаи, когда в эфире были только гости, которые таким образом становились радиоведущими

### 1999
1. Чайф — Аргентина-Ямайка 5:0
2. Ария — Беспечный ангел
3. Земфира — Синоптик
4. Танцы Минус — Город
5. Сплин — Пил-курил
6. Вопли Видоплясова — День народження
7. Найк Борзов — Три слова
8. Запрещённые барабанщики — Убили негра
9. Ногу свело — Кукла
10. Иван Купала — Коляда
11. S.P.O.R.T. — Каникулы
12. Zdob Si Zdub — Zdubii Bateti Tare
13. ДДТ — Расстреляли рассветами

### 2000
1. Король и Шут — Прыгну со скалы
2. Високосный Год — Метро
3. Чайф — С войны
4. ДДТ — Метель
5. Земфира — Хочешь?
6. Браво — Любовь не горит
7. Би-2 — Полковник
8. Земфира — Лондон
9. Чайф — Белая лошадь
10. ДДТ — Ночь Людмила
11. Ночные Снайперы — 31-я Весна
12. Вячеслав Бутусов — Гибралтар-Лабрадор
13. Найк Борзов — Лошадка

### 2001
1. Сплин — Моё сердце
2. Сплин и Би-2 — Феллини
3. АлисА — Веретено
4. Ария — Штиль
5. 7Б — Молодые ветра
6. Король и Шут — Помнят с горечью древляне
7. ДДТ — Она
8. Король и Шут — Проклятый старый дом
9. Ария — Небо тебя найдёт
10. Кукрыниксы — Дороги
11. ДДТ — Новое сердце (Метель августа)
12. Би-2 — Моя любовь
13. Земфира — Каждую ночь (КиноПробы)

### 2002
1. Ленинград — WWW
2. Би-2 и Чичерина — Мой Рок-н-Ролл
3. Король и Шут — Воспоминания о Былой Любви
4. Сплин — Гандбол
5. Земфира — Бесконечность
6. Агата Кристи — Ближе
7. Точка росы — 300 шагов
8. Ленинград — Мне бы в небо
9. ДДТ — Осенняя
10. Тараканы! — Я смотрю на них
11. Ария — Осколок льда
12. Кукрыниксы — По раскрашенной душе
13. Земфира — Мачо

### 2003
1. Ария — Колизей
2. Сурганова и оркестр — Мураками
3. Евгений Хавтан — 36,6
4. Сплин — Новые люди
5. Вячеслав Бутусов и Ю-Питер — Песня идущего домой
6. Кипелов — Я свободен
7. Lumen — Сид и Нэнси
8. Рок-группа — Попса
9. Мёртвые Дельфины — На моей Луне
10. Ночные Снайперы — Зву-чи!
11. Пикник — Серебра!!!
12. Агата Кристи — Детка-конфетка
13. Butch — Встану!

### 2004
1. Пилот — Рок
2. Агата Кристи — В интересах революции
3. Александр Васильев — Романс
4. Ночные Снайперы — Асфальт
5. Пилот — Шнурок
6. Борис Гребенщиков и Александр Васильев — Песня о звёздах
7. Дельфин — Весна
8. Lumen — C4
9. Вячеслав Бутусов и Ю-Питер — Девушка по городу
10. Агата Кристи — Триллер
11. Браво и гости — Верю я
12. Уматурман — Ночной дозор
13. Сплин — Мы сидели и курили

### 2005
1. Мельница — Ночная кобыла
2. ДДТ — Пропавший без вести
3. Пилот — Ждите Солнца
4. Агата Кристи — Триллер
5. Земфира — Блюз
6. Горшок — Жизнь
7. АлисА — Рок-н-ролл крест
8. Lumen — Сколько?
9. Гражданская оборона — Чужое
10. Кипелов — Не сейчас
11. АлисА — Изгой
12. Пикник — Из коры себе подругу выстругал
13. Ария и гости — Воля и разум (XX лет спустя)

### 2006
1. Король и Шут — Марионетки
2. Мельница — Травушка
3. Кипелов — Реки времён
4. Пелагея — Нюркина песня
5. АлисА — Крещение
6. Пилот — Ч/б
7. Сурганова и оркестр — Белая песня
8. Ария — Чужой
9. Brainstorm — Ветер
10. Аквариум — Стаканы
11. Калинов Мост — Конь-Огонь
12. Джанго — Венгерка
13. Пикник — Мракобесие и джаз

### 2007
1. ДДТ — Новая жизнь
2. Наив — Воспоминания о былой любви (кавер Король и Шут)
3. Ундервуд — Это судьба
4. Flëur — Шелкопряд
5. Сплин — Маяк (Вместо письма)
6. АлисА — Падал снег
7. Ляпис Трубецкой — Капитал
8. Чайф — За годом год
9. Машина Времени — Улетай
10. Илья Чёрт — Мост через вечность
11. Мельница — Невеста Полоза
12. Король и Шут — Отражение
13. Brainstorm — Миллионы минут

### 2008
1. Кукрыниксы — Никто
2. Крематорий — Амстердам
3. Ю-Питер — Скажи мне, птица
4. Король и Шут — Дагон
5. АлисА — Апрель
6. Мельница — Рапунцель
7. Моральный кодекс — Где ты?
8. Пилот — Сфинксы
9. Евгений Гришковец, Бигуди и Ренарс Кауперс — На заре
10. После 11 — Крылья
11. Ленинград — И так далее
12. НАИВ — Воспоминания о былой любви (кавер Король и Шут)
13. Танцы Минус — Оно

 «Лучшие песни десятилетия» (1998—2008) 
В конце 2008 года на сайте «Нашего Радио» проводилось голосование за лучшие песни ушедшего десятилетия. По итогам был составлен список из тринадцати лучших песен, к которым было добавлено ещё пять из невошедших в итоговый чарт, но значивших очень многое «для нашей музыки», с точки зрения редакции. Хит-парад вышел в эфир 31 декабря 2008 года:
1. Король и Шут — Прыгну со скалы
2. Ночные Снайперы — 31-я весна
3. ДДТ — Осенняя
4. Кипелов — Я свободен
5. АлисА — Небо славян
6. Земфира — Ариведерчи
7. Мумий Тролль — Контрабанды
8. Александр Васильев — Романс
9. Би-2 и Чичерина — Мой рок-н-ролл
10. Сурганова и оркестр — Мураками
11. Кукрыниксы — Никто
12. Ария — Беспечный ангел
13. Пилот — Рок

Выбор «Нашего Радио»:
1. Ленинград — WWW
2. Чайф — Время не ждёт
3. Машина Времени — Место, где свет
4. Пикник — Фиолетово-чёрный
5. Мельница — Ночная кобыла

### 2009
1. Чайф — Точка
2. ДДТ — Париж
3. НАИВ — 20 лет одиночества
4. Кипелов — На грани
5. Смысловые галлюцинации — Падал тёплый снег
6. АлисА — Вот так
7. Мельница — Далеко
8. Ночные Снайперы — Южный полюс
9. Максим Леонидов — Письмо
10. Би-2 — Шамбала
11. Пилот — Звери
12. Король и Шут — Дагон
13. Сплин — Вниз головой

### 2010
1. Король и Шут — Танец злобного гения
2. Сплин — Письмо
3. Машина Времени — Брошенный богом мир
4. Пикник — Кукла с человеческим лицом
5. Эпидемия — Вернись
6. АлисА — Работа
7. Океан Эльзы — Більше для нас
8. Максим Леонидов — Письмо
9. Земфира — Поцелуи
10. Radio Чача — Влюбленный металлист
11. Пилот — 156-й
12. Океан Эльзы — Я так хочу
13. Вячеслав Бутусов и Ю-Питер — Дети минут

### 2011
1. Смысловые галлюцинации — Погружаюсь
2. Louna — Бойцовский клуб
3. Игорь Растеряев — Русская дорога
4. Пилот — Осень
5. Король и Шут — Защитники
6. Ляпис Трубецкой — Я верю
7. Кипелов — Дыхание последней любви
8. Сплин — Летела жизнь
9. Louna — Сделай громче
10. Пилот — Двор
11. ДДТ — Родившимся этой ночью
12. Калинов Мост — Мать-Европа
13. КняZz — В пасти тёмных улиц

### 2012
1. ДДТ — Песня о свободе
2. Сплин — Дочь самурая
3. Ляпис Трубецкой — Шут
4. АлисА — Саботаж
5. Louna — Мама
6. АнимациЯ — Родина
7. Сплин — Страшная тайна
8. КняZz — Адель
9. Мельница — Дороги
10. ДДТ — Где мы летим
11. Бригадный подряд, Король и Шут, Пилот и Кукрыниксы — Питер рок-н-ролл
12. Ю-Питер — 10 шагов
13. Кукрыниксы — Хрустальный мир

### 2013
1. Тараканы! и Лусинэ Геворкян — Пять слов
2. Ночные Снайперы — Поговори со мной, Ольга
3. Мельница — Контрабанда
4. КняZz — Горгона
5. Кукрыниксы — Жизнь бывает разная
6. Ляпис Трубецкой — Танцуй
7. Сергей Галанин, Вячеслав Бутусов и Юрий Каспарян — Я вижу Солнце
8. СерьГа — Кусочек неба
9. Lumen — Прости
10. Ночные Снайперы — Демоны
11. Пилот — Счастливый билет
12. АнимациЯ — Спички
13. Мураками — Бред

### 2014
1. Сплин — Оркестр
2. ДДТ — Танцует солнце
3. Пилот — Сердце машины
4. Сплин — Рай в шалаше
5. Ляпис Трубецкой — Воины света
6. Пикник — Кем бы ты ни был
7. Би-2 и Смысловые галлюцинации — Тёмные небеса
8. Louna — Действуй
9. Тараканы! и Anacondaz — Самый счастливый человек на Земле
10. АлисА — Музыка
11. Сплин — Мороз по коже
12. Смысловые галлюцинации — Вечность встанет с нами рядом
13. Би-2 — Хипстер

### 2015
1. Brainstorm — Эпоха
2. ДДТ — Жизнь красивая
3. Сплин — Танцуй
4. Ночные Снайперы — Это не мне
5. АнимациЯ — Метро
6. КняZz — Пассажир
7. Ю-Питер — Возьми меня с собой
8. СерьГа — Хоровод
9. Би-2 — Три сантиметра над землёй
10. Би-2 — Блюз 16+
11. Пикник — Большая игра
12. Ленинград — Бомба
13. Ночные Снайперы — История

### 2016
1. Конец фильма — Новый день
2. Би-2 — Лайки
3. Смысловые галлюцинации — Зверь/2
4. Lumen — Голоса мира
5. Би-2 — Компромисс
6. Кукрыниксы — Шторм
7. Brainstorm — Непокой
8. Ночные снайперы — Оченьхотела
9. Чайф — Чей чай горячей
10. ГильZа и Лусинэ Геворкян — Миру мир
11. АнимациЯ — #непорусски
12. Ночные снайперы — Наотмашь
13. Zdob şi Zdub — Свиристели

### 2017
1. ДДТ — Любовь не пропала
2. Кипелов — Косово поле
3. Би-2 и Джон Грант — Виски
4. Сплин — Храм
5. Animal ДжаZ — Любовь к полётам
6. 25/17 — Она не такая, как все
7. Максим Леонидов — 7 утра
8. КняZz — Наука Билли Бонса
9. План Ломоносова — Я — любовь
10. Калинов Мост — Всадники
11. Пикник — Парню 90 лет
12. АлисА — За полдня до весны
13. Ночные снайперы — Джаггер

### 2018
1. Вадим Самойлов — Вот она мечта
2. Кукрыниксы — Последняя песня
3. Би-2 — Чёрное солнце
4. 25/17 и Аффинаж — Моряк
5. Lumen — Домой
6. ДДТ — Галя ходи
7. Би-2 и Джон Грант — Виски
8. Сурганова и оркестр — Привыкай
9. Сплин — Тепло родного дома
10. Ундервуд — Ракеты на Марс / Louna — Колыбельная
11. СерьГа — Я бурый медведь
12. Ночные снайперы — Инстаграм
13. Северный флот — Ленинград

### 2019
1. The Hatters — Танцы
2. АлисА — Пуля
3. Би-2 — Философский камень
4. Lumen — Тем, кто топчет землю
5. Пикник — В руках великана
6. ДДТ — Белый дым
7. Чиж & Co — Палуба
8. Мумий Тролль — Лето без Интернета
9. Заточка — Новый шериф
10. Гарик Сукачёв — Мама, прощай
11. Animal ДжаZ — Чувства
12. Калинов Мост — Силькарь
13. Найк Борзов — Реакция на солнце

### 2020
1. Би-2 — Депрессия
2. Пикник — В руках великана
3. Ночные снайперы — Неторопливая любовь
4. Сплин — Воздушный шар
5. Lumen — Электричество
6. АлисА — Леший
7. КерамикА & Николай Фоменко & Павел Майков — Чикимонтана, брат!
8. Сурганова и оркестр — Река
9. Заточка — Петь блюз
10. Zero People — Стена
11. Louna — Сигнал в пустоте
12. Alex Pilips feat. Братья Карамазова — Хемингуэй
13. Мураками — Мосты

### 2021
1. LASCALA & Мураками — Ночь
2. Гран-КуражЪ — Без потерь
3. Пикник — Всё перевернётся
4. Константин Кинчев — На вираже
5. Кипелов — Огненная дуга
6. Би-2 — Нам не нужен герой
7. Пневмослон — Думаю на шаг вперёд
8. Ночные снайперы — Неторопливая любовь
9. Сплин — Я был влюблён в вас
10. Земфира — Пальто
11. Louna — Сигнал в пустоте
12. Anacondaz — Дождь
13. Операция Пластилин — ЦУ-Е-ФА!

### 2022
1. Йорш — Половинки
2. Nagart — Сирена
3. 25/17 — Остаться
4. Эпидемия — Письмо Ведьмаку
5. Lumen — Любовь
6. Пикник — Играй, струна, играй
7. Виталий Дубинин — Бес в твоих глазах
8. Крематорий — Бар «Под дулом револьвера»
9. Алиса — Я был вчера убит
10. Dругой ветер feat. Лусинэ Геворкян — Зеркала
11. Кино feat. Евгений Фёдоров — Любовь к оружию
12. Сплин — Топай!
13. ДДТ — Где я?

### 2023
1. Юрий Шевчук и Дмитрий Емельянов — Чайковский
2. Джоконда — Симфония
3. Обе-Рек — Где я живу
4. Диана Арбенина и Ночные Снайперы — Соловьи
5. Гребенщик — Там
6. Революция — Я не скажу тебе прощай
7. Sellout feat. Nagart — На дне пучины
8. Гран-Куражъ — Бессмертна ложь
9. Nagart feat. Molly Fancher — Домовой
10. Бранимир, 25/17 и Чиж — В нашем маленьком городе
11. Пикник — Только не плачь, палач
12. Роман Рябцев и Хелависа — Последняя песня
13. Ундервуд — Лишние люди

### 2024
1. Мельница — Царевич
2. Эпидемия feat. Андрей Князев, Ростислав Колпаков и Евгений Егоров — Наваждение
3. Горшенёв — Крик
4. Пикник — Ничего, ничего не бойся
5. НУКИ — Саботаж
6. Алиса — Музыка, чем-то похожая на слёзы
7. Lumen — Над пропастью…
8. Sadless & Casual — Романтики
9. Ундервуд — Не спойлер
10. Диана Арбенина и Ночные Снайперы — Не смотри на меня
11. GorillaGun — Ничего о нас
12. Гребенщик — В облаках
13. Джоконда — Последний закон

## Фестиваль «Чартова Дюжина»
- 08.02.2003 — Москва, ДС «Лужники»

Участники: Пилот, Би-2, Сплин, Кипелов, Мумий Тролль, Lumen, Кукрыниксы, Точка Росы, Тараканы!, Ария.
- 29.02.2004 — Москва, ДС «Лужники»

Участники: Агата Кристи, Пилот, Ночные Снайперы, Мёртвые Дельфины, Сурганова и оркестр, Браво, Мара, Би-2, Чайф, Butch, Пикник, Сплин, Lumen, Дельфин, Ю-Питер, Кипелов.
- 26.03.2005 — Санкт-Петербург, Ледовый дворец

Участники: Уматурман, Сплин, Звери, Агата Кристи, Пилот.
- 03.02.2006 — Санкт-Петербург, Ледовый дворец

Участники: ДДТ, Ария, Пикник, Агата Кристи, Ночные Снайперы, Король и шут.
- 09.02.2007 — Санкт-Петербург, ДС «Юбилейный»

Участники: АлисА, Кукрыниксы, Пелагея, Король и шут, Мельница, Пилот.
- 16.02.2008 — Санкт-Петербург, ДС «Юбилейный»

Участники: АлисА, Пелагея, Сплин, Наив, Ляпис Трубецкой, Кипелов.
- 07.03.2008 — Москва, СК «Олимпийский»

Участники: АлисА, Пелагея, Наив, Ляпис Трубецкой, Король и шут, Мельница, Пилот, Кипелов, Машина Времени, Агата Кристи, Flëur, Znaki, Ундервуд.
- 13.02.2009 — Санкт-Петербург, ДС «Юбилейный»

Участники: АлисА, Ю-Питер, Король и шут, Кукрыниксы, Пилот, Рубль, Сурганова и оркестр, Lumen, Flëur, Декабрь, Наив, Бригадный Подряд, После 11.
- 07.03.2009 — Москва, СК «Олимпийский»

Участники: Смысловые Галлюцинации, Воплі Відоплясова, Кукрыниксы, Бригадный Подряд, Сурганова и оркестр, После 11, Ария, Юта, Сплин, Крематорий, Ю-Питер, Рубль, Пилот, Неприкасаемые, Чайф.
- 07.03.2010 — Москва, СК «Олимпийский»

Участники: ДДТ, Мумий Тролль, Чиж & Co, Zdob si Zdub, Мельница, Кипелов, Король и шут, Ляпис Трубецкой, Би-2, Brainstorm, Танцы Минус, Александр Ф. Скляр и участники проекта «СОЛЬ».
- 13.02.2010 — Санкт-Петербург, СКК «Петербургский»

Участники: Король и шут, АлисА, Пилот, Пикник, Кипелов.
- 05.03.2011 — Москва, СК «Олимпийский»

Участники: Король и шут, Ю-Питер, Ночные Снайперы, Би-2, Ария, Пилот, АлисА, Мельница, Океан Ельзи, Ляпис Трубецкой, Калинов мост, СерьГа, F.P.G., Найк Борзов, Мураками, Река, Аркадий Духин, Олег Гаркуша и Ангел НеБес
Специальный гость: Пикник
- 10.02.2012 — Санкт-Петербург, ДС «Юбилейный»

Участники: Алиса, Тайм-Аут, Кукрыниксы, Ангел НеБес, Пилот, Ю-Питер, Ночные Снайперы, Ляпис Трубецкой, Океан Ельзи, Король и шут.
Ведущие: Пелагея, Александр Чача
- 07.03.2012 — Москва, «Крокус Сити Холл»

Участники: Би-2, Lumen, Louna, Ляпис Трубецкой, Мельница, Калинов мост, Noize MC, Смысловые галлюцинации, Воскресение, Король и шут, Ракеты из России, Вася Обломов, Маша Макарова, Александр Ф. Скляр, Евгений Хавтан.
Специальный гость: Михаил Ефремов

## Ежегодная премия
Ниже представлены победители и номинанты премии по годам. Победители выделены жирным шрифтом.
Вручение ежегодной музыкальной премии в области рок-н-ролла «Чартова Дюжина. Топ 13» впервые прошло в 2008 году.
До 2011 года она вручалась по итогам двухэтапного голосования. По результатам первого тура (экспертного голосования) определялись тройки номинантов, которые допускались к народному голосованию. Голосование во втором туре происходило несколькими способами: на собственном сайте премии, с помощью смс-сообщений и специальных купонов, размещенных в печатной прессе.

### 2008
- Группа
  - АлисА
  - ДДТ
  - Сплин
- Альбом
  - Сплин — «Раздвоение личности»
  - Земфира — «Спасибо»
  - ДДТ — «Прекрасная любовь»
- Песня
  - ДДТ — «Новая Жизнь»
  - Земфира — «Мы разбиваемся»
  - Ляпис Трубецкой — «Капитал»
- Музыка
  - Земфира — «Мы разбиваемся»
  - Святослав Вакарчук — «Хочу напитись тобою»
  - Александр Васильев — «Скажи»
- Поэзия
  - Юрий Шевчук — «Новая жизнь»
  - Константин Кинчев — «На пороге неба»
  - Сергей Михалок — «Капитал»
- Солист
  - Константин Кинчев
  - Святослав Вакарчук
  - Валерий Кипелов
- Солистка
  - Земфира
  - Диана Арбенина
  - Пелагея
- Концерт
  - Мельница — презентация альбома «Зов крови», МСА «Лужники», 2.12.2006
  - Земфира — «Зелёный концерт в Зелёном театре», Москва, 08.06.2007
  - Кипелов — «Юбилейный концерт», ДС «Лужники», 18.10.2007
- Дебют (Взлом чарта)
  - Flëur
  - Znaki
  - Пелагея
- Видеоклип
  - Ляпис Трубецкой — «Капитал»
  - Земфира — «Мы разбиваемся»
  - Сплин — «Скажи»
- Книга о рок-н-ролле
  - Михаил Козырев — «Мой рок-н-ролл»
  - Александр Кушнир — «Хедлайнеры»
  - Андрей Макаревич — «Занимательная наркология»
- Выбор Интернета (Лидер точка ру): Король и Шут
- Легенда: Егор Летов

Премию в номинации «Легенда» за Егора Летова получили приглашённая на церемонию из Омска вдова, бас-гитаристка группы «Гражданская Оборона» Наталья Чумакова, и директор коллектива Сергей Попков.

### 2009
- Группа
  - Ленинград
  - Мумий Тролль
  - ДДТ
- Альбом
  - Мумий Тролль — «8»
  - АлисА — «Пульс хранителя дверей лабиринта»
  - Ундервуд — «Все, кого ты так сильно любил»
- Песня
  - Моральный кодекс — «Где ты?»
  - Мумий Тролль — «Контрабанды»
  - Евгений Гришковец, Бигуди и Ренарс Кауперс — «На заре»
- Музыка
  - Илья Лагутенко — «Контрабанды»
  - Сергей Мазаев — «Где ты»
  - Вячеслав Петкун — «Оно»
- Поэзия
  - Дельфин — «Снег»
  - Евгений Гришковец, Олег Парастаев — «На заре»
  - Борис Гребенщиков — «Анютины глазки»
- Солист
  - Ренарс Кауперс
  - Илья Лагутенко
  - Александр Васильев
- Солистка
  - Пелагея
  - Земфира
  - Светлана Сурганова
- Концерт
  - ДДТ — «Не Стреляй!», СКК «Петербургский», С.Петербург, 26.09.2008
  - Земфира — «Концерт в Спорткомплексе Олимпийский», Москва, 01.04.2008
  - Мумий Тролль — «Сольный концерт», Б1, Москва, 27.06.2008
- Дебют (Взлом чарта)
  - После 11 — «Крылья»
  - Старый приятель — «Музыка утра»
  - Amatory — «Дыши со мной»
- Видеоклип
  - Ляпис Трубецкой — «Огоньки»
  - Дельфин — «Снег»
  - Мумий Тролль — «О, рай!»
- Книга о рок-н-ролле
  - Борис Барабанов — «АССА. Книга перемен»
  - Борис Гребенщиков — «Аэростат: течения и земли»
  - Сергей Гурьев — «История группы Звуки Му»
- Выбор Интернета: Amatory
- Выбор НАШЕ.ру: Король и шут — клип на песню «Джокер»
- Легенда: Агата Кристи

### 2010
Номинации и премии получили:
- Альбом
  - Аквариум — «Пушкинская, 10»
  - Tequilajazzz — «Журнал живого»
  - Сплин — «Сигнал из космоса»
- Песня
  - Агата Кристи — «Сердцебиение»
  - Сплин — «Вниз головой»
  - Tequilajazzz — «Два луча»
- Музыка
  - Святослав Вакарчук — «Я так хо́чу»
  - Евгений Фёдоров — «Два луча»
  - Вадим Самойлов — «Сердцебиение»
- Поэзия
  - Максим Леонидов — «Письмо»
  - Константин Кинчев — «Пересмотри»
  - Сергей Михалок — «Манифест»
- Солист
  - Александр Васильев
  - Константин Кинчев
  - Илья Лагутенко
- Солистка
  - Земфира
  - Маша Макарова (проект Ya Maha)
  - Пелагея
- Концерт
  - Агата Кристи — «Эпилог», СК «Олимпийский», Москва, 17.11.2009
  - ДДТ — «Концерт, посвящённый сохранению историко-культурных памятников», ВВЦ, Москва, 02.09.2009
  - Гарик Сукачёв — Юбилейный концерт «5:0 в мою пользу», СК «Олимпийский», Москва, 21.11.2009
- Видеоклип
  - Brainstorm — «Волны» (июнь 2009, режиссёр Каспарс Рога)
  - Ляпис Трубецкой — «Буревестник» (01.09.2009, режиссёры Матвей Сабуров, Максим Сирый)
  - Мумий Тролль — «Молодость» (01.12.2009, режиссёр Андрей Золотухин)
- Группа
  - Мумий Тролль
  - Brainstorm
  - Ляпис Трубецкой
- Книга
  - Михаил Марголис — «Затяжной поворот: история группы „Машина времени“»
  - Андрей Макаревич — «Мужские напитки»
  - Борис Гребенщиков — «Аэростат: Параллели и Меридианы»
- Взлом (участники проекта «Соль»)
  - Евгения Максимова — «Клён ты мой опавший»
  - Зверобой — «Степь Да Степь Кругом»
  - Сёстры — «Друженька»
  - Вокальный ансамбль хора им. Александрова — «Ой, При Лужку, При Лужке»
  - Papamobile — «Во Поле Берёза Стояла»
  - Мята — «Я На Камушке Сижу»
- Выбор НАШЕ.ру: Чайф
- Легенда: Машина времени

### 2011
В этом году изменились критерии, по которым выбирают лауреатов. Радиостанция, вручающая награды, решила отказаться от практики дополнительного голосования по номинациям и премировать музыкантов, исходя из их присутствия в своем хит-параде, то есть теперь для попадания в число лауреатов музыкальным группам и исполнителям достаточно того простого факта, что слушатели уже отдали за них свои голоса в течение отчетного года. Сам приз теперь тоже другой. Вместо тяжеленной стеклянной книги лауреатам вручат именные экземпляры виниловых дисков, на которых собраны песни, занимавшие первое место в чарте, и лучшие номера дебютантов.
- Лауреаты (возглавлявшие хит-парад в течение года):
  - Король и шут — Танец злобного гения
  - Океан Эльзы — Я так хочу
  - Сплин — Письмо
  - Машина времени — Брошенный Богом мир
  - Океан Эльзы — Більше для нас
  - Пикник — Кукла с человеческим лицом
  - Radio Чача — Влюбленный металлист
  - АлисА — Работа
  - Земфира — Поцелуи
  - Пилот — 156-й
  - Калинов Мост — Ангелы Рая
  - Би-2 — Её глаза (Из Шекспира)
  - Ю-Питер — Скалолазы
- Дебютанты:
  - F.P.G. — Ночь
  - Мураками — Про Урал
  - Река — Всё нормально
  - Аркадий Духин — Случайная любовь
  - Ангел НеБес — Патрон

### 2012
В 2012 году организаторы вернулись к прежнему формату премии. Церемония впервые прошла в престижном концертном зале Крокус Сити Холл
- Альбом
  - Браво — «Мода»
  - Ундервуд — «Бабл-гам»
  - Ляпис Трубецкой — «Весёлые картинки»
- Песня
  - Louna — «Бойцовский клуб»
  - Земфира — «Без шансов»
  - Ляпис Трубецкой — «Я верю»
- Поэзия
  - Сергей Михалок — «Я верю»
  - Земфира — «Без шансов»
  - Татьяна Зыкина — «Я хочу стать частью этой осени»
- Солист
  - Валерий Кипелов
  - Святослав Вакарчук
  - Ренарс Кауперс
- Солистка
  - Земфира
  - Лусинэ «Lou» Геворкян
  - Женя Любич
- Концерт
  - ДДТ — «Иначе», Москва, СК «Олимпийский», 09.11.2011 
  - АукцЫон — Презентация альбома «Юла», Москва, Арена, 07.10.11
  - Мумий Тролль — Завершение тура «Редкие земли», Москва, СК «Олимпийский», 09.12.10
- Взлом
  - Pianoboy / Дмитрий Шуров
  - Игорь Растеряев
  - Louna
- Видеоклип
  - Ляпис Трубецкой — «Я верю»
  - Би-2 — «Безвоздушная тревога» (feat. Тамара Гвердцители)
  - Обе две — «Милый»
- Группа
  - Ляпис Трубецкой
  - Земфира
  - АукцЫон
- Музыка
  - Земфира — «Без шансов»
  - Олег Нестеров — «Наступает январь»
  - Лёва Би-2 , Шура Би-2 — «Безвоздушная тревога»
- Выбор Интернета: Noize MC
- Лидер Чартовой дюжины: Смысловые галлюцинации
- Легенда: Воскресение

### 2013
В 2013 году премии коснулись изменения: «Чартова Дюжина» отказалась от экспертного совета, положившись полностью на слушателей в выборе номинантов, которых вместо 3 стало 5 (кроме номинаций «Лидер Чартовой дюжины» и «Легенда»). Церемония впервые прошла в московском Stadium Live и транслировалась на сайте onlinetv.ru и на Youtube. Также изменения произошли и в музыкальной части премии: вместо коротких (2-4 песни) выступлений нескольких групп полноценные сеты отыграли 4 группы: ДДТ, Король и Шут, Сплин, Lumen. Но Lumen запретила снимать и транслировать своё выступление.
- Группа
  - Король и Шут
  - Би-2
  - Ночные Снайперы
  - Lumen
  - Оргия Праведников
- Песня
  - Пилот — «Осень»
  - Мельница — «Дороги»
  - Король и Шут — «Счастье?»
  - Сурганова и оркестр — «Ну почему же я вру»
  - Оргия Праведников — «Наша Родина — СССР»
- Альбом
  - Сплин — «Обман зрения»
  - Louna — «Время X»
  - Ночные Снайперы — «4»
  - Lumen — «На части»
  - Оргия Праведников — «Шитрок» (сингл)
- Концерт
  - Кипелов — 10 лет группе, Москва, Crocus City Hall, 01.12.2012
  - Ночные Снайперы — презентация альбома «4», Москва, Stadium Live, 01.12.2012
  - Ляпис Трубецкой — «Рабкор live», Москва, Arena Moscow, 30.09.2012
  - Сурганова и оркестр — день рождения группы, Москва, Stadium Live, 15.04.2012
  - Земфира — Москва, Arena Moscow, 11-12.12.2011
- Солист
  - Михаил Горшенёв
  - Валерий Кипелов
  - Александр Васильев
  - Сергей Михалок
  - Сергей Калугин
- Солистка
  - Лусинэ «Лу» Геворкян
  - Хелависа
  - Диана Арбенина
  - Земфира
  - Ольга Кормухина
- Взлом
  - АнимациЯ
  - MONOЛИЗА
  - Jack Action
  - Нас Нет
  - Нервы
- Лидер Чартовой дюжины: ДДТ
- Легенда: Борис Гребенщиков

### 2014
В премию опять вернули экспертный совет, а во втором туре за номинантов голосовали слушатели. Сама церемония вернулась в Крокус Сити Холл. Полноценные сеты отыграли группы «Кукрыниксы», «КняZz» (в том числе несколько совместных песен), «Сплин», «Ночные снайперы», «Ляпис Трубецкой».
- Группа
  - Пилот
  - Louna
  - Земфира
  - Brainstorm
  - Гарик Сукачёв и Неприкасаемые
- Песня
  - Пилот — «Счастливый билет»
  - Бригадный подряд — «Гитары»
  - Земфира — «Кофевино»
  - Гарик Сукачёв — «Твой зелёный педикюр»
  - Хмелёв & Топчий — «Голос»
- Альбом
  - Casual — «Всё время люди шли»
  - Пилот — «13»
  - Земфира — «Жить в твоей голове»
  - Океан Ельзи — «Земля»
  - Гарик Сукачёв — «Внезапный будильник»
- Концерт
  - Ляпис Трубецкой — Lyapis Crew, Stadium Live, 26.10.2013
  - Океан Ельзи — презентация альбома «Земля», Stadium Live, 22-23.11.2013
  - Пилот — презентация альбома «13», Arena Moscow, 26.10.2013
  - АлисА — XXX лет, СК «Олимпийский», 30.11.2013
  - Би-2 — с симфоническим оркестром, Крокус Сити Холл, 23-24.11.2013
- Солист
  - Александр Васильев
  - Сергей Михалок
  - Святослав Вакарчук
  - Гарик Сукачёв
  - Дмитрий Хмелёв
- Солистка
  - Диана Арбенина
  - Земфира
  - Ольга Арефьева
  - Леся Гисматуллина
  - Маша Макарова
- Взлом
  - Гильzа
  - Дороги Меняют Цвет
  - Casual
  - АлоэВера
  - Хмелёв & Топчий
- Лидер Чартовой дюжины: Тараканы! и Лусинэ Геворкян
- Легенда: Михаил Горшенёв

Премию в номинации «Легенда» получила мать Михаила, Татьяна Ивановна Горшенёва.

### 2015
- Группа
  - Би-2
  - Сплин
  - Мумий Тролль
  - Ляпис Трубецкой
  - Ночные Снайперы
- Песня
  - Сплин — «Оркестр»
  - Ляпис Трубецкой — «Воины света»
  - ДДТ — «Танцует солнце»
  - Смысловые галлюцинации — «Вечность встанет с нами рядом»
  - Аквариум — «Губернатор»
- Альбом
  - ДДТ — «Прозрачный»
  - Би-2 — «#16плюс»
  - Сплин — «Резонанс. Часть 1»
  - Сплин — «Резонанс. Часть 2»
  - Борис Гребенщиков — «Соль»
- Концерт
  - Ночные снайперы — со «Снайперским хором», Нашествие, 05.07.2014
  - Земфира — Лужники, 14.12.2013
  - Би-2 — с симфоническим оркестром, Нашествие, 04.07.2014
  - ДДТ — презентация альбома «Прозрачный», Зелёный театр, 18.06.2014
  - Аквариум — Ray Just Arena, 10.05.2014
- Солист
  - Сергей Бобунец
  - Александр Васильев
  - Илья Лагутенко
  - Юрий Шевчук
  - Борис Гребенщиков
- Солистка
  - Хелависа
  - Диана Арбенина
  - Диляра Вагапова
  - Пелагея
  - Маша Макарова
- Взлом
  - Копенgagен
  - Северный Флот
  - Brutto
  - СуХие
  - LaScala
- Лидер Чартовой дюжины: Сплин
- Легенда: Секрет

### 2016
- Группа
  - Ленинград
  - Би-2
  - Мумий Тролль
  - Чайф
  - Brainstorm
- Песня
  - Animal ДжаZ — «Здесь и сейчас»
  - Brainstorm — «Пропуск»
  - АнимациЯ — «Метро»
  - Mgzavrebi — «Прорвёмся»
  - Ночные Снайперы — «История»
- Альбом
  - Animal ДжаZ — «Хранитель весны»
  - Мумий Тролль — «Пиратские копии»
  - Мельница — «Алхимия»
  - СерьГа — «Чистота»
  - Brainstorm — «7 Steps of Fresh Air»
- Концерт
  - Серия концертов Megafon Live
  - Ночные снайперы — с Юрием Башметом, Crocus City Hall, 30.11.2015
  - Ленинград — Stadium Live, 04-05.12.2015
  - Би-2 — с симфоническим оркестром, Crocus City Hall, 20-22.11.2015
  - Чайф — «Рождённый в Свердловске» (30 лет), Олимпийский, 21.03.2015
- Солист
  - Алексей Горшенёв
  - Сергей Шнуров
  - Гарик Сукачёв
  - Ренарс Кауперс
  - Найк Борзов
- Солистка
  - Диана Арбенина
  - Хелависа
  - Лусинэ «Лу» Геворкян
  - Диляра Вагапова
  - Леся Гисматуллина
- Взлом
  - Mgzavrebi
  - Инкогнито
  - ALENA
  - Солнечные Фрукты
  - Порнофильмы
- Лидер Чартовой дюжины: Brainstorm
- Легенда: Сергей Галанин, Гарик Сукачев, Сергей Воронов

### 2017
В премию снова вернулась номинация за лучший видеоклип.
- Группа
  - Ленинград
  - Би-2
  - Смысловые галлюцинации
  - Ночные Снайперы
  - Mgzavrebi
- Песня
  - Кукрыниксы — «Шторм»
  - Чайф — «Чей чай горячей»
  - Би-2 — «Лайки»
  - Ночные Снайперы — «История»
  - 25/17 — «Живым (В городе, где нет метро)»
- Альбом
  - Ночные Снайперы — «Выживут только влюблённые»
  - Кукрыниксы — «Артист»
  - Мельница — «Химера»
  - Сплин — «Ключ к шифру»
  - Mgzavrebi — «Iasamani»
- Клип
  - Би-2 — «Птица на подоконнике»
  - Ленинград — «В Питере — пить»
  - Машина Времени — «Однажды»
  - Несчастный Случай — «Патриот»
  - Биртман — «Человек-г**но»
- Концерт
  - Земфира — «Маленький человек», Олимпийский, 01.04 и 03.04.2016
  - Би-2 — «The Best of», Crocus City Hall, 25-26.11.2016
  - Чайф — «Зимняя акустика», Нашествие, 09.07.2016
  - Алексей Кортнев и Камиль Ларин — «Два по 50», Crocus City Hall, 19.11.2016
  - «Брат 2. Живой саундтрек», Crocus City Hall, 19.05.2016
- Солист
  - Лёва Би-2
  - Борис Гребенщиков
  - Баста
  - Сергей Шнуров
  - Александр Васильев
- Солистка
  - Хелависа
  - Василиса Старшова и Флорида Чантурия (Ленинград)
  - Диана Арбенина
  - Настя Полева
  - Земфира
- Взлом
  - Шляпники
  - Твёрдый знак
  - PRAVADA
  - Аффинаж
  - Бомж-трио
- За вклад в музыку: Игорь Вдовин
- Лидер Чартовой дюжины: Конец фильма
- Легенда: Анатолий Крупнов, Сергей Чиграков

### 2018
- Группа
  - 25/17
  - Ленинград
  - Сплин
  - Би-2
  - Brainstorm
- Дуэт
  - Би-2 и Oxxxymiron — «Пора возвращаться домой»
  - Ангел НеБес и Сергей Чиграков — «Апрель»
  - 25/17 и Аффинаж — «Моряк»
  - СерьГа и Варвара Охлобыстина — «Мы забьём на войну»
  - Балу, Князь, Чача, Сид, Маррадёр — «Смерть шута»
- Альбом
  - 25/17 — «Ева едет в Вавилон»
  - Би-2 — «Горизонт событий»
  - Пикник — «Искры и канкан»
  - Ногу свело! — «Материки моей планеты»
  - Вася Обломов — «Долгая и несчастливая жизнь»
- Клип
  - Ленинград — «Вояж»
  - Би-2 и Джон Грант — «Виски»
  - 5'nizza — «Самолёт»
  - Баста, Диана Арбенина, Александр Ф. Скляр, Сергей Бобунец, SunSay, Ант, Скриптонит — «Сансара»
  - Аквариум — «Что нам делать с пьяным матросом?»
- Концерт
  - Би-2 — презентация альбома «Горизонт событий», Ледовый дворец ВТБ, 25.11.2017
  - Ленинград — «20 лет на радость!», Открытие Арена, 13.07.2017
  - ДДТ — «История звука», Олимпийский, 05.03.2017
  - Баста — большой сольный концерт, Олимпийский, 22.04.2017
  - 25/17 — презентация альбома «Ева едет в Вавилон», Stadium, 04.11.2017
- Солист
  - Дмитрий Ревякин
  - Сергей Шнуров
  - Юрий Шевчук
  - Валерий Кипелов
  - Сергей Бабкин
- Солистка
  - Лусинэ Геворкян
  - Хелависа
  - Земфира
  - Светлана Сурганова
  - Диана Арбенина
- Взлом
  - План Ломоносова
  - Artemiev
  - Vas'
  - Rusted
  - Суп Харчо
- Лидер Чартовой дюжины: ДДТ
- Легенда: Владимир Высоцкий

### 2019
- Группа
  - Би-2
  - Аквариум
  - ДДТ
  - Порнофильмы
  - Сплин
- Альбом
  - ДДТ — «Галя ходи»
  - Noize MC — «Хипхопера: Орфей & Эвридика»
  - Anacondaz — «Я тебя никогда»
  - Аквариум — «Время N»
  - Дельфин — «442»
- Клип
  - Little Big — «Skibidi»
  - 25/17 — «Ранен»
  - Anacondaz — «Дубак»
  - Дельфин — «387»
  - Би-2 — «Чёрное солнце»
- Концерт
  - The Hatters — большие сольные концерты в Москве и Санкт-Петербурге
  - Ленинград — «В Зените», Зенит-Арена, 19.10.2018
  - Би-2 — «Горизонт событий», Олимпийский, 27.10.2018
  - Алиса — «35 лет», Москва и Санкт-Петербург
  - Фестиваль «НАШИ в городе» — Москва, Васильевский спуск, 11.08.2018
- Солист
  - Тэм Булатов
  - Илья Лагутенко
  - Максим Покровский
  - Алексей Горшенёв
  - Александр Красовицкий
- Солистка
  - Светлана Сурганова
  - Диана Арбенина
  - Земфира
  - Лусинэ Геворкян
  - Диляра Вагапова
- Дуэт
  - Башаков BAND и Сергей Чиграков — «Быть знаменитым»
  - 25/17 п.у. Аффинаж — «Моряк»
  - ST п.у. Ленинград — «Балалайка»
  - Вася В. п.у. Биртман и Lil Dik — «Дамам»
  - Сергей Шнуров и Леонид Агутин — «Какая-то фигня»
- Поэзия
  - Борис Гребенщиков — «Тёмный как ночь»
  - Юрий Шевчук — «Галя ходи»
  - Александр Васильев — «Когда пройдёт сто лет»
  - Максим Покровский — «Лето в нашем гетто»
  - Дмитрий Ревякин — «Летят вороны»
- Взлом
  - Рви Меха - Оркестр!
  - VLNY
  - Монеточка
  - Гречка
  - Шапито
- Лидер чарта: Вадим Самойлов — «Вот она мечта»
- Легенда: Константин Кинчев
- Фильм: Домашний арест
- Книга: Михаил Марголис — «Путь Горыныча. Авторизованная биография Гарика Сукачёва»

### 2020
- «Клип»
  - Пикник — Лиловый Корсет
  - Би-2 — Философский камень
  - Гудтаймс — Пора смириться
- «Альбом»
  - Алиса — Посолонь
  - Пикник — В руках великана
  - Animal ДжаZ — Время любить
- «Взлом»
  - Заточка
  - Гудтаймс
  - МодеМ
- «Дуэт»
  - 25/17 при участии Гарика Сукачёва и Александра Ф.Скляра — Златовласка
  - АнимациЯ и План Ломоносова — Красиво
  - Гудтаймс и Александр Иванов — Пора смириться
- «Концерт»
  - Ночные Снайперы — 25 лет / Ледовый дворец 
  - Louna — 10 лет группе, Adrenaline Stadium
  - 25/17 — Наше лето, Зеленый театр Парка Горького
- «Солист»
  - Валерий Кипелов
  - Константин Кинчев
  - Владимир Котляров
- «Солистка»
  - Дария Ставрович
  - Светлана Сурганова
  - Лусинэ Геворкян
- «Группа»
  - БИ-2
  - 25/17
  - КняZz
- «Сайд-проект»
  - Пневмослон
  - МодеМ
  - Быдлоцикл
- «Фильм»
  - Анатолий Крупнов. Он был
  - Би-2. Горизонт событий
  - Юра-музыкант
- «Песня» — The Hatters — Танцы
- «Легенда» — Александр Башлачёв
- «Самая народная зарубежная группа» — Scorpions

### 2021
- «Группа»
  - «LOUNA»
  - «Ночные снайперы»
  - «БИ-2»
  - «Пикник»
  - «Порнофильмы»
- «Солистка»
  - Диана Арбенина
  - Диляра Вагапова
  - Светлана Сурганова
  - Лусинэ Геворкян
  - Софья Сомусева
- «Солист»
  - Володя Котляров
  - Александр Васильев
  - Юрий Шевчук
  - Валерий Кипелов
  - Лёва Би-2
- «Альбом»
  - «Нуки» — «Волки смотрят в лес»
  - «LOUNA» — «Начало нового круга»
  - «Ночные снайперы» — «О2»
  - «Дайте танк (!)» — «Человеко-часы»
  - «Порнофильмы» — «Это пройдёт»
- «Видеоклип»
  - «Би-2» — «Бог проклятых»
  - «LOUNA» — «Станем стеной»
  - «ДДТ» — «Доктор Лиза»
  - «Noize MC» — «26.04»
  - «Anacondaz» — «НЕ норм»
- «Перенос»
  - «Нашествие»
  - «Би-2» — «New Best XL», ВТБ Арена | Динамо, 19.06.2020
  - «Кино» — «Кино», ВТБ Арена, 14.05.2020
  - «Чайф» — «Война, мир и …», ВТБ Арена, 27.02.2020
  - «ДДТ» — Открытие-Арена, 06.06.2020
- «Совместная работа»
  - «Гудтаймс» и «Элизиум» — «Слишком стар»
  - «Anacondaz» и «кис-кис» — «Сядь мне на лицо»
  - «Нечетный воин» feat. Володя Котляров — «Двенадцать»
  - «ЙОРШ» и «СМЕХ» — «Телка за 30»
  - Сергей Никитин feat. Сергей Чиграков — «Она радовалась»
- «Онлайн-концерт»
  - «Чайф» «Война, мир и …», 29.03.2020
  - Диана Арбенина — «#ночныеснайперы», 24.04.2020
  - «Сплин» — «Гнём свою линию: студийный квартирник культовой группы», 17.04.2020
  - «Би-2» — «Би-2 лайв. Запись концерта», 20.02.2020
  - «Алиса» — «Онлайн-концерт», 24.04.2020
- «Взлом»
  - «кис-кис»
  - «Керамика»
  - «Радар»
  - «Казускома»
  - «Папин Олимпос»
- «Side-проект»
  - «Пневмослон»
  - «Куртки Кобейна»
  - «Апельсиний Жмых»
  - «МодеМ»
  - «Zero People»
- «Песня» — «Би-2» — «Депрессия»
- «Человек года» — Денис Проценко
- «Легенда» — Майк Науменко

### 2022
- «Альбом»
  - Операция Пластилин — Грустные песни для уставших людей
  - ДДТ — Творчество в пустоте
  - Земфира — Бордерлайн
  - Константин Кинчев — Белый шум
  - Эпидемия — Призраки и тени
- «Видеоклип»
  - Би-2 — Нам не нужен герой
  - Сурганова и оркестр — Ливень осенний
  - LOUNA — Дом на крови
  - Пикник — Всё перевернётся
  - Anacondaz и кис-кис — Сядь мне на лицо
- «Взлом»
  - Электрофорез
  - Гран-КуражЪ
  - Нэил Шери
  - Комсомольск
  - Плейлист Венкова
- «Совместная работа»
  - Мураками feat. LASCALA — Ночь
  - Павел Пиковский, Сергей «Чиж» Чиграков feat. М.Русин — Передай другому
  - Моя Мишель feat. Шура Би-2 — Тёмная вода
  - Даня Милохин & Мумий Тролль — Башня
  - Заточка feat. Аффинаж — Спой мне
- «Kонцерт»
  - КИНО — 14, 15, 16 мая. Москва, ЦСКА Арена
  - Ария — «Гость из царства теней», 3 и 4 сентября, Москва, Crocus City Hall
  - Сплин — «Вира и майна», 27 ноября, Москва, Music Media Dome
  - Пикник — «Всё перевернётся», 21 ноября, Санкт-Петербург, БКЗ Октябрьский
  - Нервы — Презентация альбома «7», 6 и 7 октября, Москва, Crocus City Hall
- «Солист»
  - Евгений Егоров
  - Лорд Пневмослон
  - Пётр Елфимов
  - Валерий Кипелов
  - Лёва Би-2
- «Солистка»
  - Диана Арбенина
  - Светлана Сурганова
  - Лусинэ Геворкян
  - Земфира
  - Аня Грин
- «Группа»
  - Пневмослон
  - Кипелов
  - Би-2
  - Операция Пластилин
  - Anacondaz
- «Кавер»
  - Мумий Тролль — Передвигая вещи (Александр Дёмин)
  - Александр Пушной — Всё идёт по плану (Гражданская Оборона)
  - Эпидемия — Мёртвые звёзды (СЛОТ)
  - Би-2 — Почта (Земфира)
  - Нервы — Не верь, не бойся (t.A.T.u.)
- «Side-проект»
  - Куртки Кобейна
  - Нуки
  - Zero People
  - МодеМ
  - Боцман и Бродяга (Гарик Сукачёв и Александр Ф.Скляр)
- «Песня» — Мураками feat. LASCALA — Ночь
- «Прорвёмся!» — Дикая мята
- «Легенда» — Пётр Мамонов

### 2023[14][15][16]
- «Альбом»
  - Пневмослон — «В душе не е*у»
  - Nagart — «Vol.3»
  - ДДТ — «Творчество в пустоте 2»
  - Би-2 — «Аллилуйя»
  - Операция Пластилин — «Блэкаут»
- «Видеоклип»
  - Ночные Снайперы — «Эйфория»
  - Эпидемия — «Пустошь Смауга»
  - Би-2 — «Я никому не верю»
  - Джоконда — «Тени ноября»
  - Мельница — «Сердце ястреба»
- «Взлом»
  - Nagart
  - Магелланово Облако
  - Сектор Газовой Атаки
  - Dругой Ветер
  - Шарташ
- «Совместная работа»
  - Dругой Ветер и Лусинэ Геворкян — «Зеркала»
  - Catharsis и Евгений Егоров — «Крылья»
  - Роман Рябцев и Хелависа — «Последняя песня»
  - ГОРШЕНЕВ и Ангел-Хранитель — «Огненная вендетта»
  - Йорш и Операция Пластилин — «Города»
- «Kонцерт»
  - Ночные Снайперы — 31 марта, Санкт-Петербург, Ледовый дворец
  - ДДТ — 18 мая, Уфа, «Уфа Арена»
  - Кипелов — XX лет группе, 10 декабря, Санкт-Петербург, СК «Юбилейный»
  - Слот — XX лет, 18 февраля, Москва, Adrenaline Stadium
  - Ленинград — Классика, 10 сентября, Москва, БСА «Лужники»
- «Солист»
  - Пётр Елфимов
  - Евгений Егоров
  - Лорд Пневмослон
  - Валерий Кипелов
  - Юрий Шевчук
- «Солистка»
  - Елена Минина
  - Ася Зелёная
  - Диана Арбенина
  - Светлана Сурганова
  - Дария Ставрович
- «Группа»
  - Эпидемия
  - Пневмослон
  - Ночные Снайперы
  - Гран-КуражЪ
  - Louna
- «Кавер»
  - Гарик Сукачёв и другие — «Я остаюсь» (Чёрный Обелиск)
  - Rock Privet — «Вечная молодость» (Чиж & Co)
  - LASCALA — «Игра» (Кино)
  - Григорий Лепс — «Круги на воде» (Слот)
  - 25/17 — «Апрель» (Кино)
- «Side-проект»
  - Нуки
  - Куртки Кобейна
  - МодеМ
  - Zero People
  - Лёд 9
- «Песня» — Йорш — «Половинки»
- «Легенда» — Король и Шут
- «Наше кино» — «Брат»

### 2024
21 апреля 2024 года в Крокус Сити Холле должна была пройти церемония вручения премии «Чартова Дюжина», но из-за теракта, который произошёл вечером 22 марта 2024 года, она была отменена — после этого организаторы приняли решение не переносить церемонию на другие площадки, а руководство «Нашего Радио» посчитало неуместным проводить концерт на фоне произошедшей трагедии. Вместо этого 19 апреля 2024 года в специальном выпуске хит-парада в эфире радиостанции были объявлены имена победителей XVII ежегодной национальной музыкальной премии «Чартова Дюжина».
- «Альбом»
  - Заточка — «Острые края»
  - Пневмослон — «Полегче» и «Потяжелее»
  - Юрий Шевчук и Дмитрий Емельянов — «Волки в тире»
  - 25/17 — «Радость встреч и расставаний»
  - КняZz — «Платим за Шута!»
- «Видеоклип»
  - The Hatters — «Весело»
- «Взлом»
  - GorillaGun
  - Helvegen
  - Бонд с кнопкой
  - Sellout
  - Ангел-Хранитель
- «Совместная работа»
  - Бранимир, 25/17, Чиж — «В нашем маленьком городе»
- «Kонцерт»
  - Диана Арбенина. Ночные снайперы
- «Солист»
  - Артем Шаров
  - Лорд Пневмослон
  - Лёва Сазонов
  - Валерий Кипелов
- «Солистка»
  - Хелависа
  - Елена Минина
  - Диана Арбенина
  - Ася Зелёная
  - Юлия Чичерина
- «Группа»
  - The Hatters
  - Nagart
  - Ночные Снайперы
  - План Ломоносова
  - Заточка
- «Кавер»
  - F.P.G — «Незнайка» (Гражданская оборона)
  - Эпидемия, Смешарики — «Лесник» (Король и Шут)
  - Заточка — «Угонщица» (Ирина Аллегрова)
  - Алиса — «Риск» (Объект насмешек)
  - Александр Пушной — «Группа крови» (Кино)
- «Side-проект»
  - «МодеМ»
  - KOSHI
  - Год Кита
  - Несладко
  - астра
- «Песня» — Юрий Шевчук и Дмитрий Емельянов — «Чайковский»
- «Легенда» — Сектор Газа
- «Наше кино» — сериал «Король и шут»

### 2025
- «Альбом»:
  - «Ленинград» — «Синяя богиня»
  - «Пикник» — «Один на один»
  - «Нуки» — «Терапия»
  - «Калинов Мост» — «Дастояр»
  - «Алиса» — «Гойда»
- «Видеоклип»:
  - «Ночные Снайперы» — «Не смотри на меня»
  - «F.P.G.» — «Грязный панк»
  - «Заточка» — «Острые края»
  - «Radio Tapok» — «Императрица»
  - «КняZz» — «Сталкер»
- «Взлом»:
  - Бонд с кнопкой
  - DenDerty
  - Экспедиция Восход
  - tAISh
  - Комната Культуры
- «Совместная работа»:
  - «КняZz» & Джо Линн Тёрнер — «Сталкер»
  - «Гудтаймс» & «Заточка» — «Вещий сон»
  - «Nagart» & Хелависа — «Королева Льда»
  - «Sadless» & «Casual» — «Романтики»
  - «The Hatters» & «TRITIA» — «Где-то там»
- «Концерт»:
  - The Hatters, 14.12.2024, ВТБ Арена
  - 25/17, 22.11.2024, ВТБ Арена
  - Radio Tapok, 21.12.2024, ВТБ Арена
  - Диана Арбенина, 07.07.2024, Лужники
  - КняZz, 07.08.2024, ВТБ Арена
- «Солистка»:
  - Дария Ставрович, «Нуки»
  - Хелависа, «Мельница»
  - Диляра Вагапова, «Мураками»
  - Диана Арбенина, «Ночные Снайперы»
  - Елена Минина, «Джоконда»
- «Солист»:
  - Олег Абрамов, «Radio Tapok»
  - Алексей Горшенёв, «Горшенёв»
  - Константин Кинчев, «Алиса»
  - Юрий Музыченко, «The Hatters»
  - Антон «Пух» Павлов, «F.P.G.»
- «Группа»:
  - «Гудтаймс»
  - «Пневмослон»
  - «Lumen»
  - «25/17»
  - «The Hatters»
- «Кавер»:
  - «25/17» — «Главное, что есть ты у меня» («Любэ»)
  - Вадим Самойлов — «Я делаю шаг» («The Hatters»)
  - Нейромонах Феофан — «Du Hast» («Rammstein»)
  - Три дня дождя, Тося Чайкина — «Земля» («Маша и Медведи»)
  - Найк Борзов, «Тринадцать карат» — «Белая ночь» («Форум»)
- «Side-проект»:
  - «Проект О» (Ундервуд & Константин Хабенский)
  - «KOSHI» («Нейромонах Феофан», «Пневмослон»)
  - «Гриндерс» («LASCALA»)
  - «Механический пёс» (Дельфин)
  - «астра» («Пневмослон»)

- Песня: «Мельница» — «Царевич»
- Легенда: «Чайф»
- Наше кино: Юра Борисов

## Освещение в СМИ
В разные годы фестивали и затем церемонии в виде телевизионного концерта показывались на нескольких российских каналах: ТВС (2003), «MTV Россия» (2003—2004) и «РЕН ТВ» (2008, с 2016), РБК (2013—2014), «Перец» (ныне — «Че»; 2015).